# Praia de Moitas
Vista da Praia de Moitas com parque eólico ao fundo
Praia de Moitas é uma praia brasileira localizada no município de Amontada no Ceará. Está localizada a 6 km da praia de Icaraí de Amontada e a 227 km de Fortaleza. Na praia está a sede do distrito de Moitas. É nesta praia que está localizada a foz do rio Aracatiaçu.
Nos últimos anos vem se tornando um destino turístico bastante visitado, principalmente devido as suas belezas naturais. Tem também se estruturado quanto a hotelaria, contando hoje com pousadas que possuem estrutura para atender turistas e visitantes.
A praia de moitas faz parte da rotas das emoções no Estado do Ceará.